# 菲利普二世體育場
菲利普二世體育場是北馬其頓共和國的首都史高比耶最大的競技運動場。經常舉辦國內重要的足球賽事。

## 概覽
1947年建成時被稱為斯科普里城市體育場，並作為市立競技場開放各項賽事的舉辦，2009年2月，球場改名為菲利普二世體育場，而為了滿足FIFA對足球場的要求，於2009年開始擴充改建這座體育場，並於2012年完工，新建的體育場可容納32,580人，且還有健康水療和健身房。
體育場為北馬其頓國家足球隊及國內甲組足球聯賽球隊瓦爾達、拉博特尼基的主場場地。